# Piotr Steczkowski
Piotr Steczkowski (ur. 30 stycznia 1966 w Jaśle) – polski duchowny katolicki, kanonista, doktor habilitowany nauk prawnych, profesor nadzwyczajny Uniwersytetu Rzeszowskiego (UR), kanonik gremialny Jasielskiej Kapituły Kolegiackiej, kanclerz Kurii Diecezjalnej w Rzeszowie od 2018.
Wikariusz generalny diecezji rzeszowskiej od 2022

## Wykształcenie i praca naukowo-badawcza
Urodził się w Jaśle. Maturę uzyskał w I Liceum Ogólnokształcącym im. Króla Stanisława Leszczyńskiego w rodzinnej miejscowości. Odbył studia magisterskie na Katolickim Uniwersytecie Lubelskim Jana Pawła II oraz studia doktoranckie w Rzymie. W 1998 obronił rozprawę doktorską. 
W 2013 uzyskał na Wydziale Prawa Kanonicznego UKSW stopień doktora habilitowanego nauk prawnych na podstawie dorobku oraz rozprawy habilitacyjnej pt. Penitencjaria Apostolska (XIII-XVI w.) - powstanie, ewolucja, odnowienie.
Zajmuje stanowisko profesora nadzwyczajnego w Zakładzie Teorii Prawa i Doktryn Polityczno-Prawnych Wydziału Prawa i Administracji UR. Jest także nauczycielem akademickim na Wydziale Prawa Kanonicznego Uniwersytetu Papieskiego Jana Pawła II w Krakowie.
Był członkiem założycielem Polskiego Towarzystwa Prawa Wyznaniowego i członkiem jego Komisji Rewizyjnej.

## Działalność kościelna i społeczna
Święcenia kapłańskie przyjął 15 czerwca 1991 w Przemyślu. Jest kapłanem diecezjalnym posługującym w diecezji rzeszowskiej. Jako wikariusz pracował m.in. w Tyczynie oraz parafii św. Rocha w Rzeszowie. Pełni funkcję obrońcy węzła małżeńskiego w Sądzie Biskupim w Rzeszowie i wykładowcy w Wyższym Seminarium Duchownym w Rzeszowie. Od 2011 diecezjalny egzaminator egzaminów proboszczowskich z zakresu prawa. 30 czerwca 2018 został mianowany przez biskupa rzeszowskiego Jana Wątrobę kanclerzem Kurii Diecezjalnej w Rzeszowie. Funkcję tę pełni od 1 lipca.
Jest publicystą gazety Nasz Dziennik.

## Godności i odznaczenia
10 marca 2018 został przyjęty do grona kanoników gremialnych Jasielskiej Kapituły Kolegiackiej działającej przy parafii Wniebowzięcia Najświętszej Maryi Panny w Jaśle; z przywilejem noszenia rokiety i mantoletu (Rochettum et Mantolettum).

## Wybrane publikacje
- Etyka, deontologia, prawo. Konferencja naukowa „Etyka profesji prawniczych - wyzwania i współczesność (red. nauk.), Rzeszów 2008.
- Penitencjaria apostolska (XIII-XVI w.) - powstanie, ewolucja, odnowienie, Rzeszów 2013.
- Pierwszy Synod Diecezji Rzeszowskiej. Ecclesia Catholica. Diecezja Rzeszowska. Synod (1; 2001-2004), Rzeszów 2004.
- Polityka wyznaniowa a prawo III Rzeczypospolitej (red. nauk. wspólnie z Michałem Skwarzyńskim), Wydawnictwo KUL, Lublin 2016.